# 中国政权列表

中国历代疆域

本列表列出中国境内從古至今所有的政權的兴亡情况。

## 夏商周
- 夏朝：約前2070年，大禹建夏[1]。約前1617年，汤武革命，夏亡[2]。
- 商朝：约公元前1600年，商汤在鸣条之战中击败夏桀，建立商朝。約前1046年，商遭偷袭，帝辛玉衣自焚，商亡[3]。
- 周朝
  - 西周：約前1100年，周武王滅殷商建國，定都镐京。前771年，西夷犬戎攻入西周都城鎬京，殺周幽王[4]。
  - 东周：前770年，周平王向東遷都至洛邑[5]。前367年，东周王畿分裂成东周国和西周国两个小国。前256年，秦国攻西周國，西周君降。前249年东周国亦为秦所灭。
    - 春秋时期-春秋五霸
    - 战国时期-战国七雄：秦国·韩国·赵国·魏国·楚国·燕国·齐国

## 秦汉
- 秦朝：前221年，秦灭齐，建立中国历史上第一个君主中央集权国家。前207年，同年劉邦入咸陽，秦王子嬰投降，秦亡[6]。
- 西楚：前206年，項羽尊楚后怀王为义帝并分封诸侯，自号“霸王”，史称“西楚霸王”。前202年，項羽在垓下之战中失敗，自刎于乌江。
- 汉朝：前202年，劉邦正式稱帝，建國號漢，史称“西汉”。8年，王莽篡位称帝，国号为新。23年，昆陽之戰王莽被殺，新朝滅亡。25年，漢景帝後裔劉秀復国号漢，史稱東漢。220年，漢獻帝被迫禪位，東漢亡。

## 魏晋南北朝
三国时期
- 220年，曹丕篡漢自立，改國號「魏」，史稱「曹魏」。266年魏元帝被迫禪位，曹魏灭亡。
- 221年，劉備於成都稱帝，國號仍為「漢」，史稱「蜀漢」。263年，漢後主劉禪投降曹魏，蜀漢亡。
- 229年，孫權於建業稱帝，國號吳。266年，司馬炎篡魏自立，國號晉，曹魏滅亡。280年，孫皓出降，吳亡。

晋朝
- 西晉：266年，司馬炎篡魏自立，國號晉。316年，晉愍帝投降被殺，西晉滅亡。
- 东晋：318年，皇族司馬睿在建康城（今南京市）稱帝，是為晉元帝，史稱東晉。420年司马德文退位，东晋灭亡。

| 成→漢→东晋                                          | 306年，李雄在成都稱帝，國號「成」。338年，李寿改国号为“汉”。347年东晋桓温攻破成都，成漢亡。 |
| 华北地区 漢→前趙→後趙→冉魏→前燕→前秦→後燕→北燕→北魏 | - 漢趙：308年，劉淵稱帝，建都平陽，國號「漢」。318年劉曜即位，次年改国号為「趙」，史称「前趙」。329年被後趙所滅。 - 后赵：319年，石勒在襄国（今河北邢台）自称大单于、赵王，与前赵决裂，史称后赵。329年石勒灭前赵，次年称帝。351年，石祗被手下刘显所杀，后赵亡。 - 前燕：352年，皝子慕容儁滅冉魏稱帝，其國號為「燕」，遷都薊。370年，慕容暐被前秦军抓获，前燕亡。 - 西燕：384年，慕容泓于华阴称济北王，史称「西燕」。394年被後燕所灭。 - 後燕：386年，慕容垂稱帝，定都中山，改元建興，史稱後燕。407年，馮跋灭后燕，拥立高云（慕容云）为天王，建都龙城（今遼寧省朝陽市），仍旧沿用后燕国号，史称“北燕”。436年被北魏所灭。 - 南燕：398年，慕容德在滑臺自稱燕王，史称南燕。410年，慕容超被东晋将领刘裕诛杀，南燕亡。 |
| 西北地区 前凉→前秦→後凉→后秦→胡夏→北魏              | - 前涼：320年，前凉独立。376年，張天錫投降前秦天王苻堅，前涼亡。 - 西秦：385年，鲜卑酋长乞伏国仁在陇西称大单于，被前秦封为苑川王，都勇士川，史称西秦，400年為後秦所滅。 - 後凉：389年，吕光称三河王，後改称天王，史称後凉。403，吕隆降于後秦，後凉亡。 - 南凉：397年，秃发乌孤据廉川堡称西平王，建立南凉。414年，秃发傉檀降西秦，南凉亡。 - 西涼：421年，北涼軍圍敦煌，李恂戰敗，乞降不成後自殺，西涼亡。 - 北涼：439年，北魏大军围攻姑臧，沮渠牧犍出降，北涼亡。 - 胡夏：407年，赫连勃勃自称大单于，建“大夏”。428年，赫连昌被北魏俘虏。431年，赫连定被吐谷浑俘虏。 |
| 前秦→後秦→东晋                                      | - 前秦：352年，苻健称帝，定都长安，国号“秦”，史称“前秦”。394年被西秦和後秦所灭。 - 后秦：386年，姚苌称帝于长安，国号“秦”，史称后秦。417年，姚泓舉家投降东晋，被滅族，后秦亡。 |

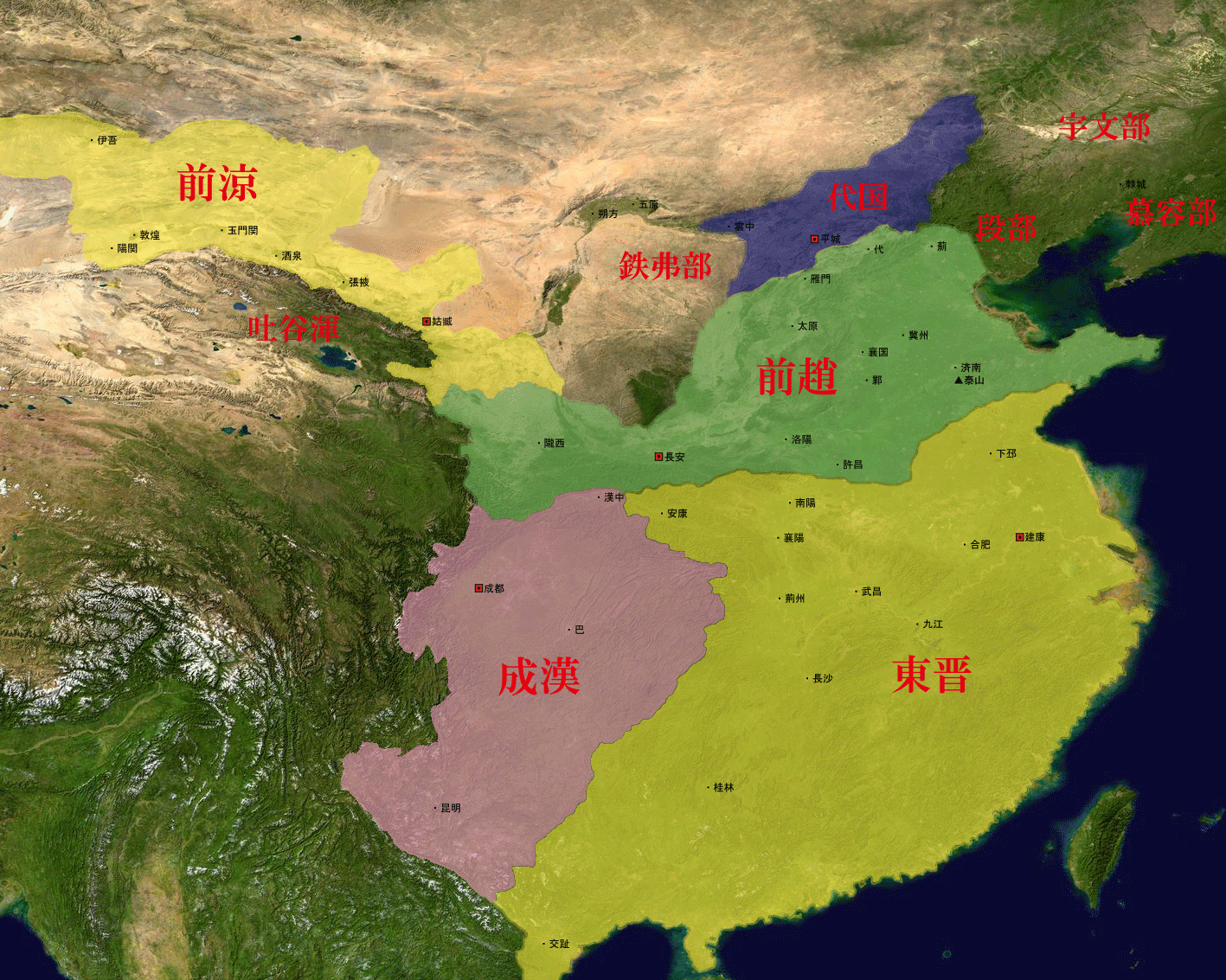
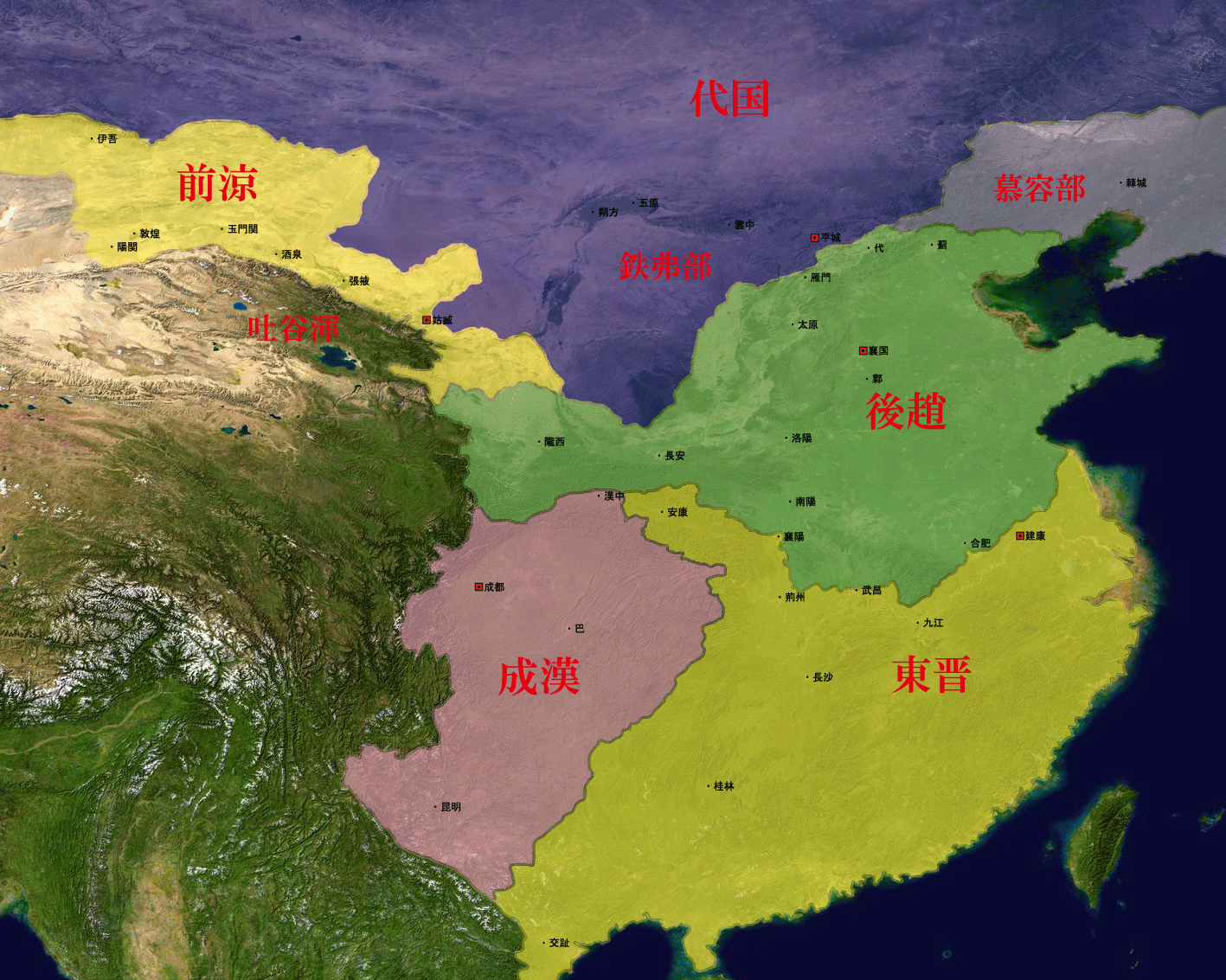
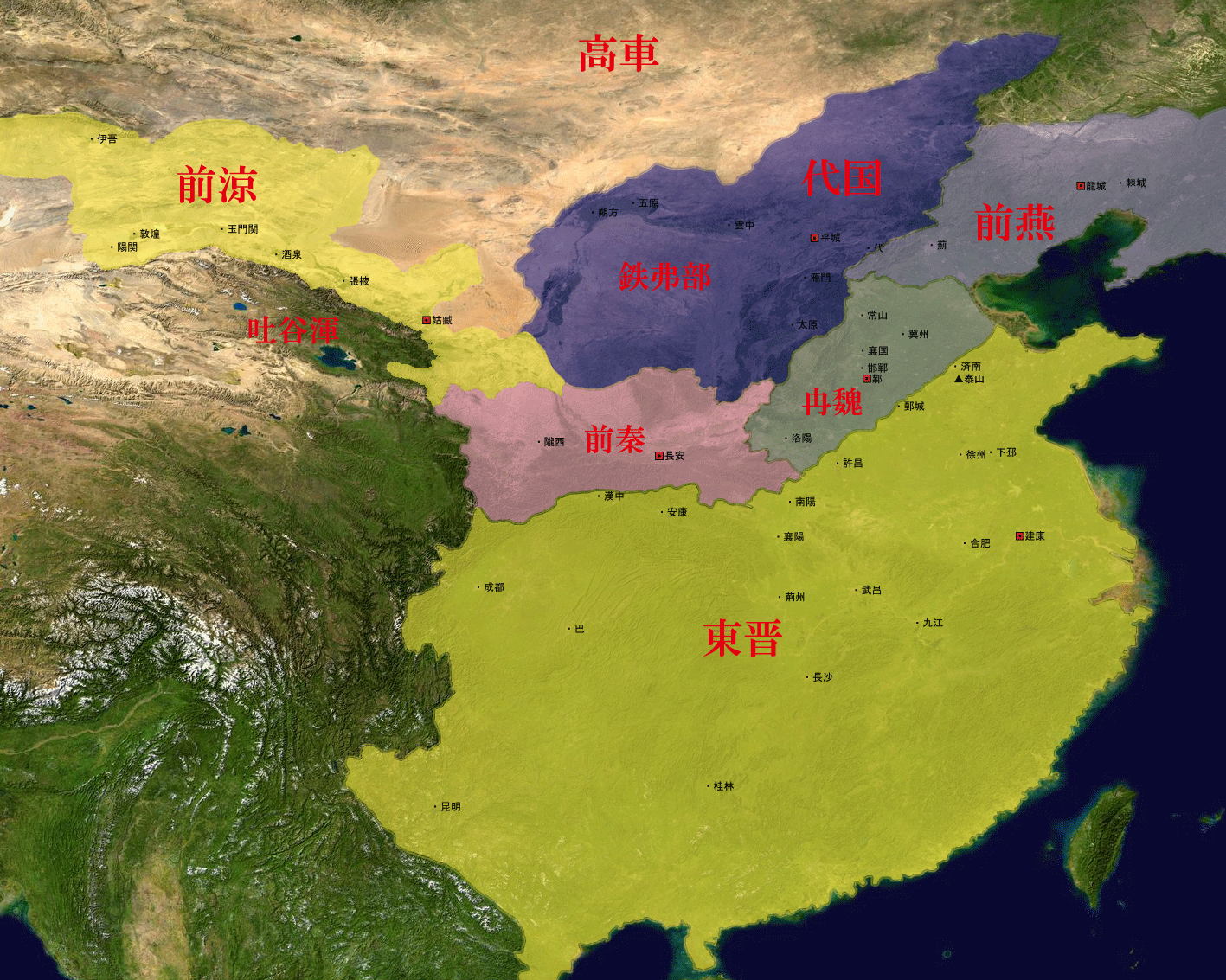
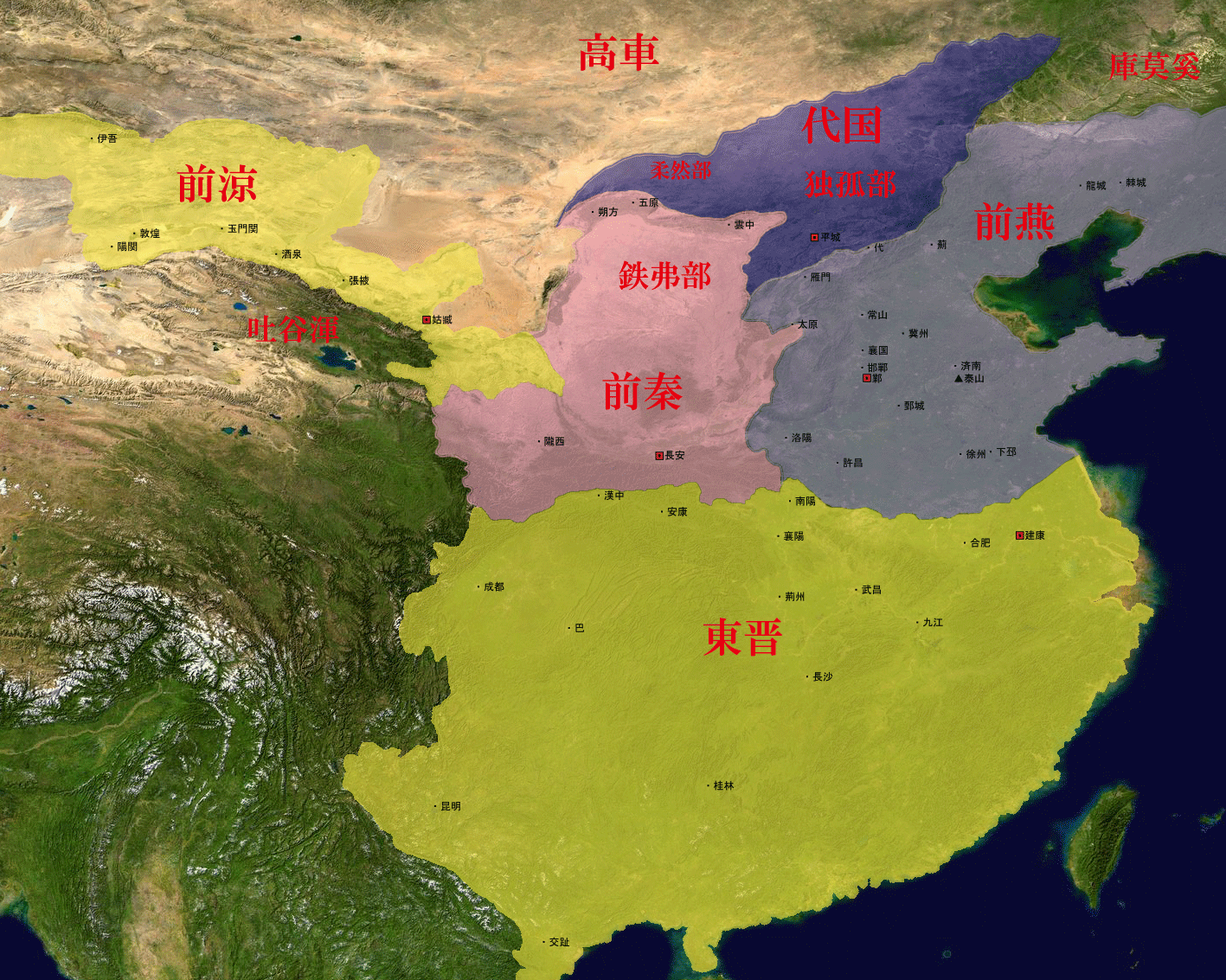
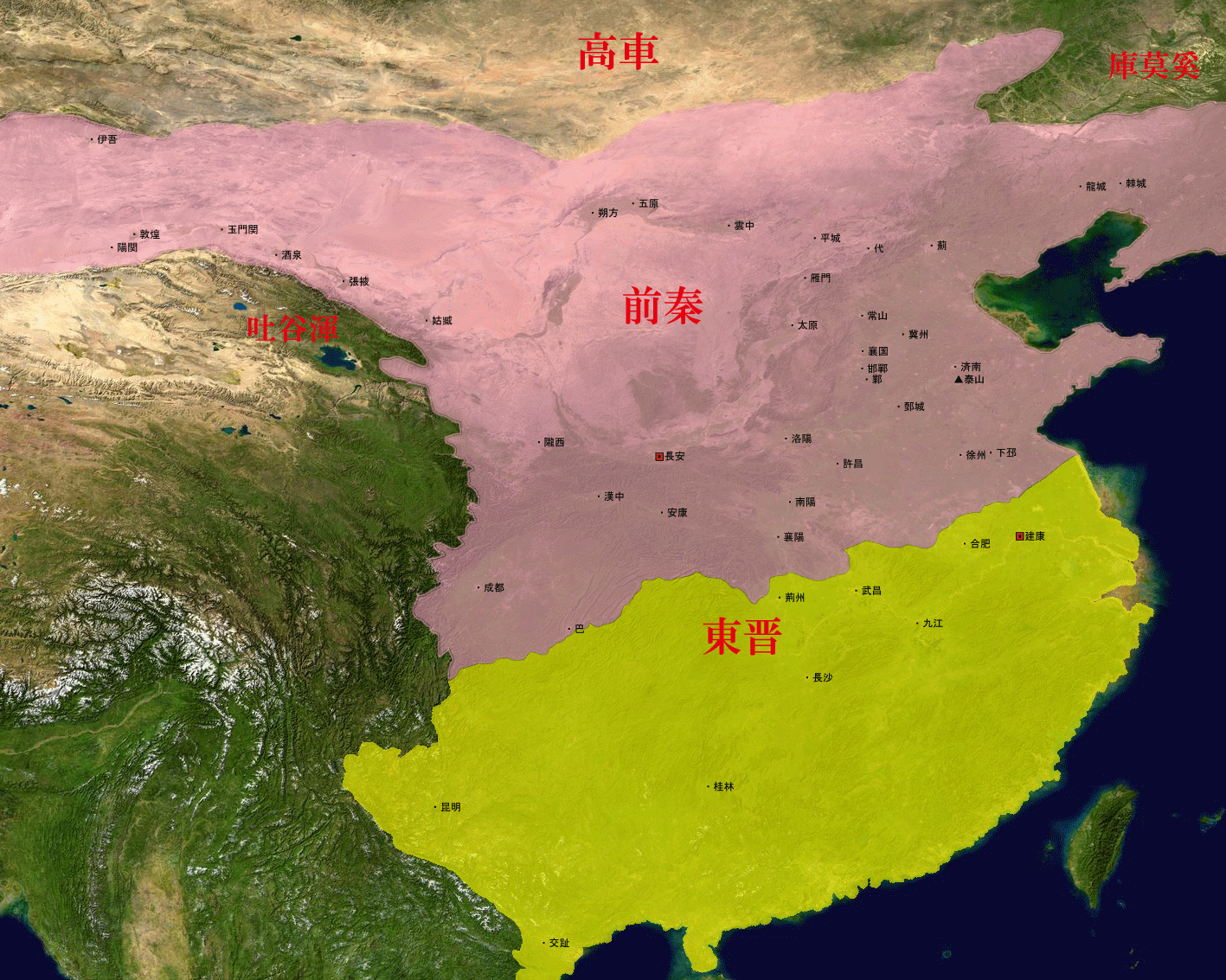
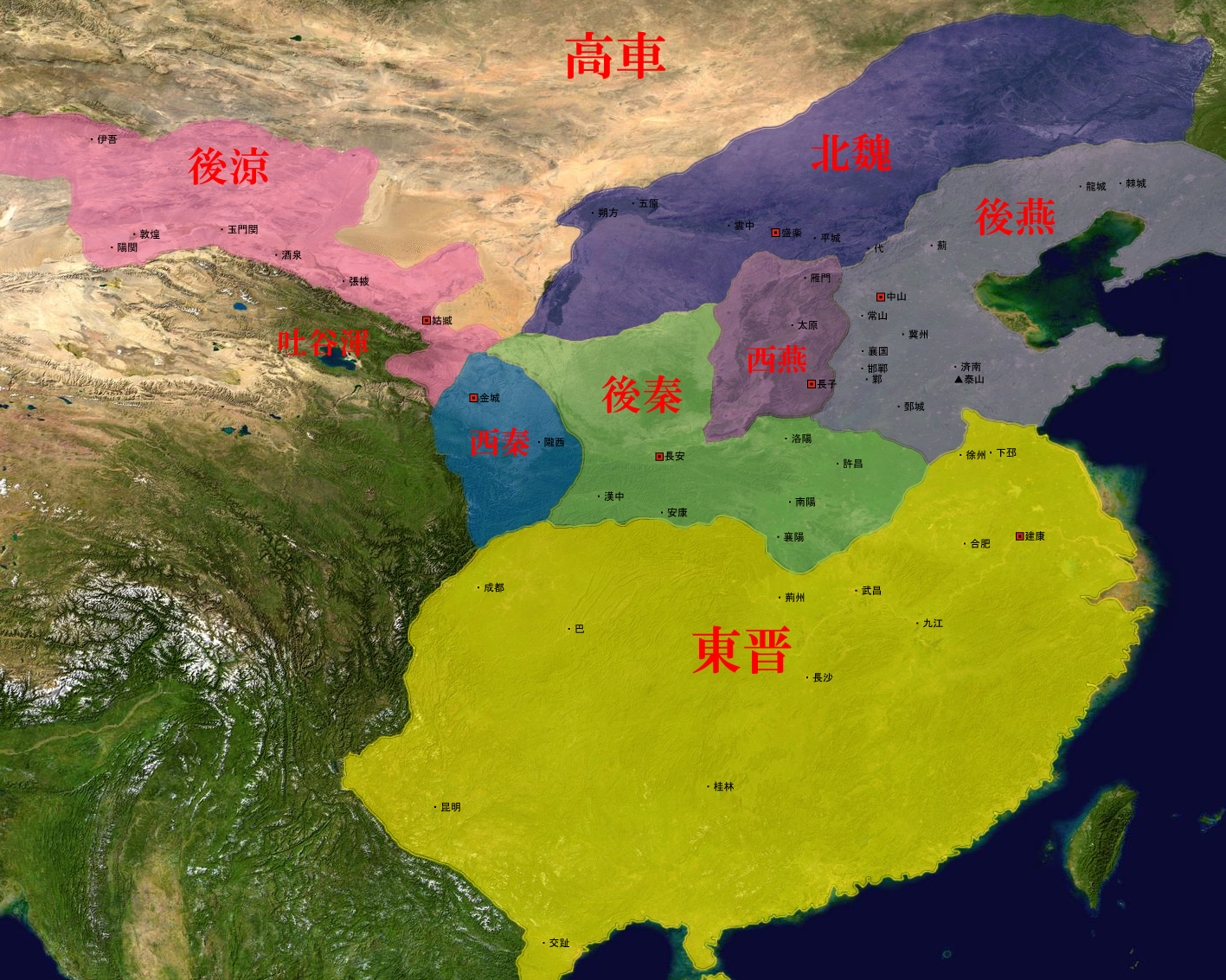

| 北朝 | 386年，拓跋珪重建代国，改国号为“魏”，史称北魏，399年正式称帝。534年魏孝武帝從洛陽出逃，投靠在長安的宇文泰，北魏分裂。 - 东魏→北齊：534年，高欢立元善见（孝静帝）为帝，建都邺城（今河北临漳），史称“东魏”，称魏孝武帝为“出帝”。550年，高洋废孝静帝，建國號“齊”，遷都鄴城，史稱北齊。577年，齐后主与齐幼主被北周俘虏，齐亡。 - 西魏→北周：535年，宇文泰弑孝武帝，立元宝炬为帝，建都长安，史称“西魏”。557年，宇文护迫西魏恭帝退位，西魏亡。同时，扶植宇文覺即位天王，建立北周，建都長安。581年，北周靜帝禪讓給楊堅，北周亡。 |
| 南朝 | 420年，劉裕廢晋恭帝自立，改國號為宋，史称“刘宋”。479年，劉準被迫讓位予蕭道成，刘宋亡，南齐建立。502年，齐和帝被迫禅讓於萧衍，南齐灭亡。萧衍改国号为梁，是為梁武帝。557年11月12日，梁敬帝蕭方智禪位陳王陳霸先，梁朝亡。陳霸先于557年11月16日稱帝，建立陳朝。589年，陳後主兵败被俘，陳朝亡。 |

## 隋唐
- 隋朝：581年，楊堅定國號為「隋」。618年隋恭帝楊侑禪位，隋亡。619年，王世充廢楊侗，自称大郑皇帝，621年敗於李世民被俘。
- 唐朝：618年，李渊建立唐朝，定都長安。907年，哀帝禅位朱全忠（原名朱温），唐亡。
  - 武周：690年，武则天废唐睿宗，改国号大周。705年武則天退位，唐中宗李顯恢復大唐的國號，武周結束。

## 五代十国
五代
- 後梁：907年，朱全忠逼迫唐哀帝禅位，建國後梁，建都開封。923年唐軍攻入汴州，後梁亡。
- 後唐：923年，李存勗在太原稱帝，建國號「唐」，史稱「後唐」。936年，契丹與石敬瑭聯軍攻入洛陽，後唐亡。
- 後晉：936年，石敬瑭稱帝，國號「晉」，史稱「後晉」，移都開封。946年，石重貴投降契丹，後晉亡。
- 後漢：947年，河東節度使劉知遠於太原稱帝，國號「漢」，史稱「後漢」。951年，汉隐帝为郭允明所杀，後漢亡。
- 後周：951年，郭威建都汴，改國號「周」，史稱「後周」。960年，后周恭帝郭宗训禅让帝位于赵匡胤，後周亡。

十国
- 吳國：902年，杨行密被封吴王。927年，吴国王楊溥称帝。937年，杨溥禅让徐知诰，吳國亡。
- 前蜀：907年，王建不服后梁统治，建国号“蜀”，史称“前蜀”，定都成都。925年，王衍投降後唐，前蜀亡。
- 闽国：909年，王审知受后梁封为闽王。933年王審知次子王延鈞稱帝，定國號大閩，建都長樂府（今福州市）。945年，王延政自缚投降南唐，闽国亡。
- 南汉：917年，南海王劉龑在番禺稱帝，國號「大越」。918年，大越改國號為「漢」，史稱「南漢」。
- 马楚：907年，马殷被后梁封为楚王。927年，马殷被后唐册封为楚国王，楚国正式成立。951年，長沙被南唐將領邊鎬佔領，楚滅亡。
- 吳越：907年，錢鏐被後梁封為吳越王。978年，吳越末代國王錢俶為了避免戰亂主動献土，并入北宋。
- 荆南：924年，高季興受封為南平王，成立割據政權，以荊州為首府，史稱「南平」或「荊南」。
- 後蜀：934年，孟知祥在成都稱帝，國號「蜀」，史稱「後蜀」。
- 南唐：937年，徐知诰强迫吴睿帝杨溥让位，夺得政权，并改国号为“齐”，后为附会唐朝改国号为“唐”，史称南唐，徐知诰也改名为李昪。975年，李煜兵败被俘，南唐灭亡。
- 北汉：951年，刘崇自称继承汉室皇位，在晋阳称帝，继续使用后汉乾祐年号，史称北汉。979年，刘继元投降宋朝，北汉灭亡。

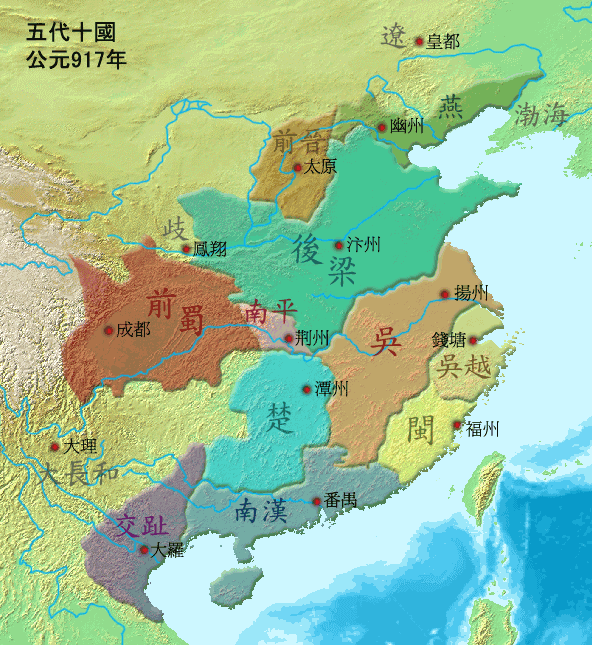
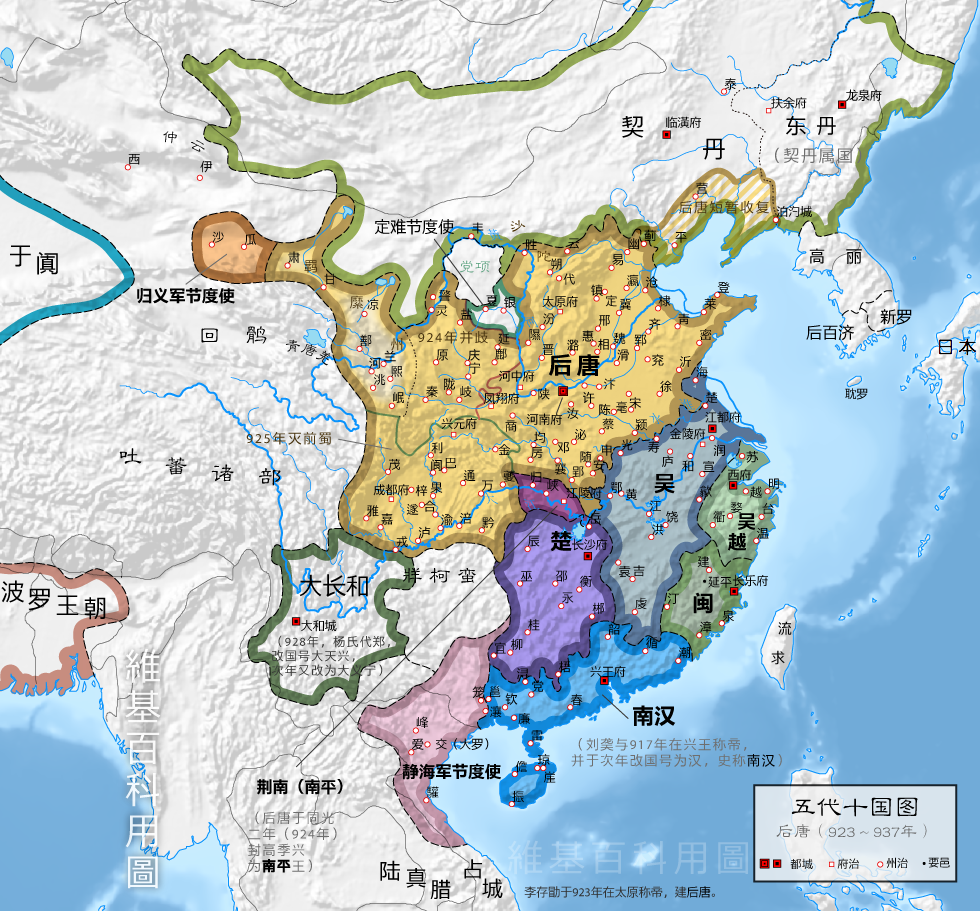
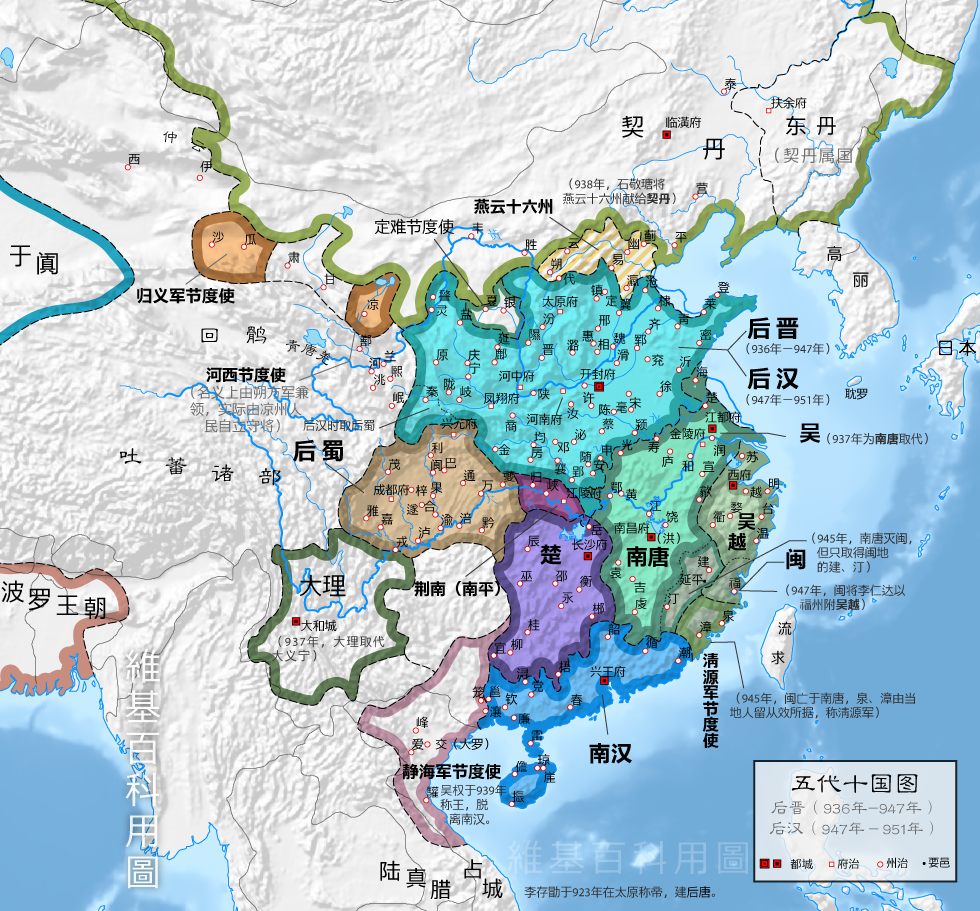
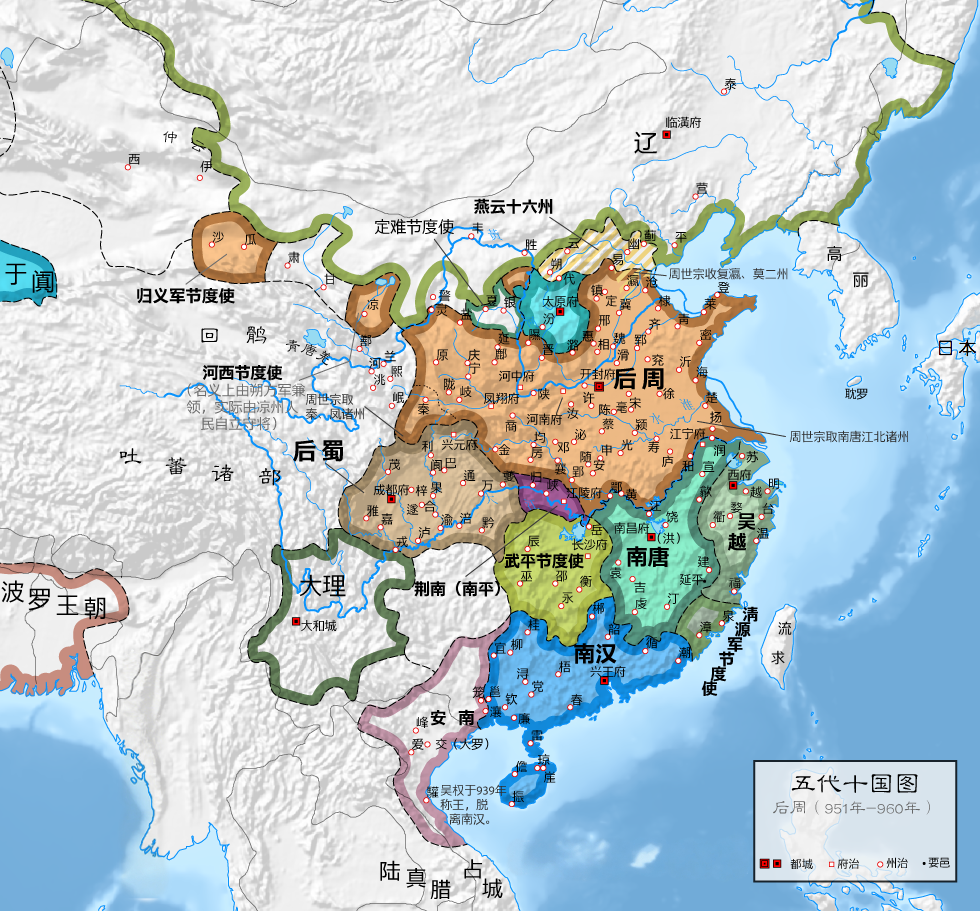

## 宋辽金夏大理

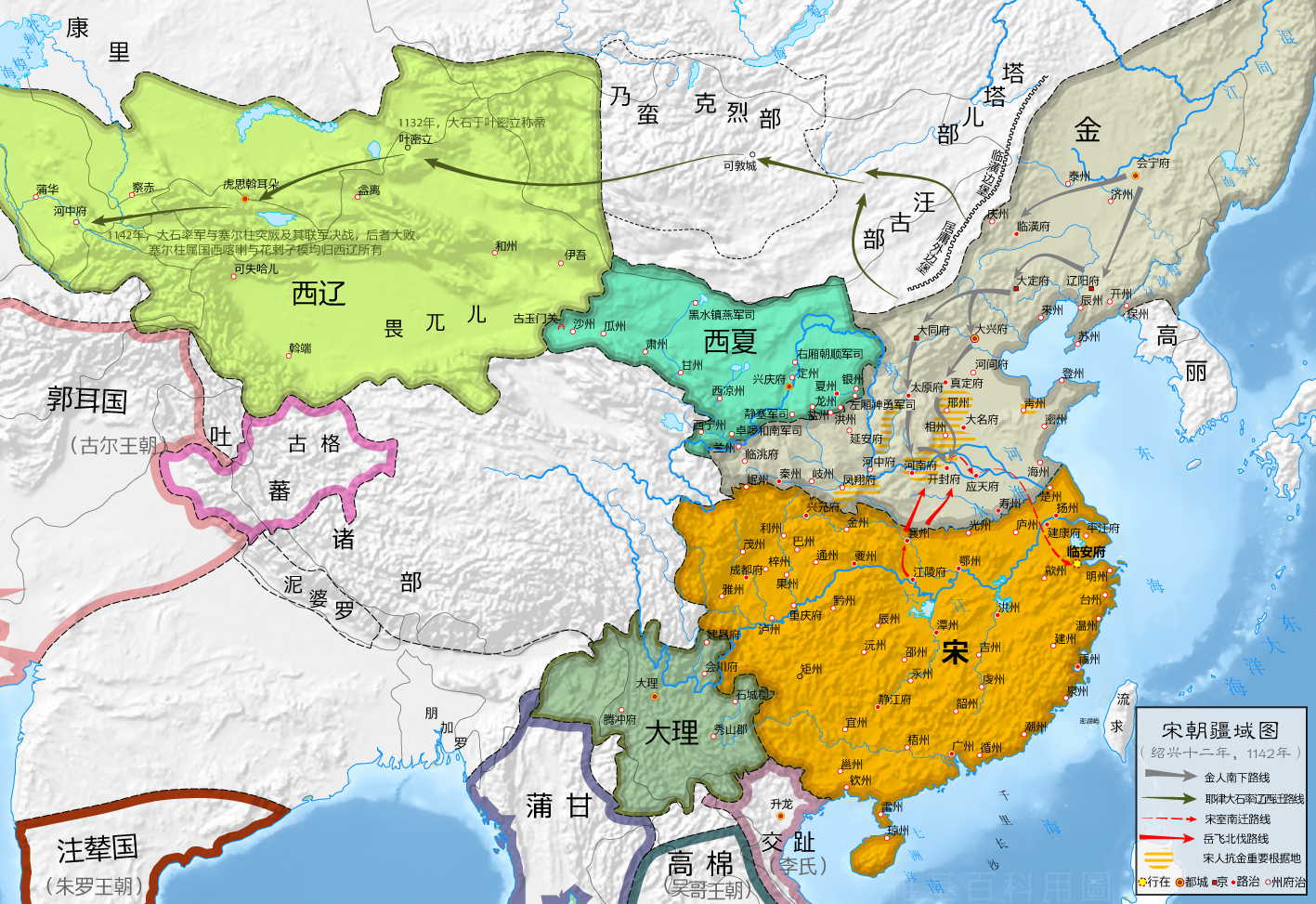
宋辽金夏大理疆域图

- 辽朝：916年，耶律阿保機稱帝建國，國號大遼，又稱大契丹國。1122年，天祚帝北逃夾山，耶律淳於遼南京被立為帝，是為南遼。1125年天祚帝被金兵俘擄，南遼亡。1132年，耶律大石在叶密立（今新疆额敏县）登基称帝，史称西辽。1218年被蒙古帝國所滅。
- 宋朝：960年陈桥兵变後，周恭帝被迫遜位，趙匡胤登基成為宋太祖。1127年春，金軍俘宋徽、欽二帝北去，北宋滅亡。康王趙構於應天府稱帝，是為宋高宗，史稱南宋。1279年崖门海战後，南宋正式滅亡。
- 西夏：1038年11月10日，李元昊在兴庆府（今银川市）稱帝建國，国号大夏、邦泥定国，史稱「西夏」。1227年，夏末帝在中兴府被围半年后投降蒙古，西夏灭亡。
- 金朝：1115年，完颜阿骨打於会宁府（哈爾濱市阿城區）定鼎立國，国号大金（女真文： /amba-an antʃu-un/[14]）。1234年，完顏守緒與完顏承麟於蔡州被蒙宋聯軍攻滅。
- 大理国：937年，段思平滅大義寧，建立大理國。1253年段兴智被蒙古大將兀良哈台俘虏，大理国滅亡。

## 元明清时期
- 元朝：1271年12月18日，忽必烈汗公布《建国号诏》，國號為大元[15]。1368年，元惠宗逃回蒙古草原，國號仍為「大元」，史稱「北元」。1388年，自立為汗的也速迭兒廢除大元國號，也不再使用年號、帝號，北元滅亡。
- 明朝：1368年1月23日，朱元璋於应天府登基，明朝建立。1644年，李自成攻佔北京，崇祯帝（朱由檢）自缢。弘光帝（朱由崧）称帝，国号仍为“大明”，史称“南明”。1662年，永历帝与其子哀愍太子朱慈煊等被吴三桂处死于昆明，南明亡。1683年10月8日明郑郑克塽投降，明朝徹底滅亡。
  - 大顺：1644年，李自成在西安称帝，国号大顺[16]。1646年，李自敬降清，旋即被杀。
- 清朝：1616年，努尔哈赤在赫圖阿拉稱汗，国号“金”（穆麟德轉寫：aisin gurun[17][註 1]），史称后金；其子皇太极於1636年稱帝，改国号为大清。1912年2月12日，宣統帝（溥儀）於宣布退位，清朝正式滅亡[18]。
  - 太平天国：1851年，洪秀全在广西武宣登基称太平王[19]，后改称天王。1864年，天京被湘軍攻破，幼天王洪天贵福被俘虜，被清朝凌遲處死。

## 20世纪

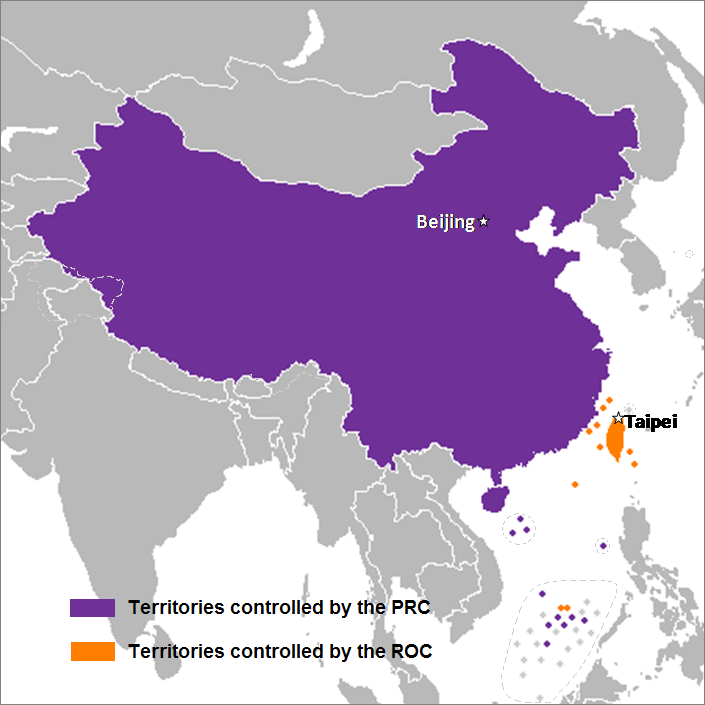
PRC（紫色）目前实际統治大陸地區（含港澳地區），ROC（橙色）目前实际統治臺灣地區。岛屿标记为易于识别并非实际大小。

- 中華民國：1911年10月10日武昌起义建立中華民國軍政府鄂軍都督府。1912年1月1日成立中華民國臨時政府[20]，定都南京府。1949年12月7日，中華民國政府遷台。
  - 中华苏维埃共和国：1931年11月，中華蘇維埃共和國臨時政府在江西瑞金成立。1937年9月6日，中国共产党取消中華蘇維埃共和國國號，改轄區為中华民国陕甘宁边区[21]。
  - 满洲国：1932年3月1日，發布《建國宣言》[22]，宣布滿洲國成立，首都为長春（新京）。1945年8月日本投降後，溥儀被蘇聯紅軍俘獲，滿洲國隨之終結。
- 中华人民共和国：1949年10月1日，中国共产党中央委员会主席毛泽东在北京市宣告中华人民共和国中央人民政府正式成立[23]。